# NeNe Leakes
Linnethia Monique Leakes (née Johnson le 13 décembre 1967), plus connue sous le nom de NeNe Leakes, est une personnalité de télévision, actrice, présentatrice, productrice, auteure et créatrice de mode américaine. Notamment connue pour le rôle de Roz Washington dans la série télévisée Glee, Leakes est devenue célèbre en 2008 pour son apparition dans l'émission de téléréalité américaine The Real Housewives of Atlanta. Sa personnalité extravagante et son esprit vif en font rapidement une figure emblématique de la télévision, certains lui attribuant le titre de "reine de la télé-réalité",.
Leakes a aussi interprété Rocky Rhoades dans la sitcom The New Normal jusqu'à son annulation en 2013. Elle a fait plusieurs autres apparitions remarquées à la télévision : elle était aux côtés de Donald Trump dans Celebrity Apprentice et a participé à Dancing with the Stars.

## Biographie

### Jeunesse
Linnethia Monique Leakes est née le 13 décembre 1967, dans le quartier du Queens à New York. L'une de cinq enfants, elle est envoyée avec l'un des frères auprès de l'une de ses tantes à Athens (dans l'état de Géorgie) pour y vivre, sa mère n'étant pas en mesure d'élever ses cinq enfants. Après l'obtention de son diplôme à Clarke Central High School, elle poursuit des études supérieures au Morris Brown College d'Atlanta pendant deux ans.
Leakes a connu une vie difficile avant d'atteindre la renommée. Après avoir quitté le père de son premier fils Bryson Rashad Bryant (né en décembre 1989), elle peine à subvenir aux besoins de sa famille. Elle devient stripteaseuse pendant plusieurs années, dansant sous le nom de "Silk" (soie en anglais). C'est ainsi qu'en 1996 elle rencontre Gregg Leakes, un investisseur immobilier et conseiller en affaires. Le couple se marie en 1997 et accueillent leur fils Brentt le 22 février 1999,.

### Carrière
Leakes fait ses premiers pas à la télévision en 2004 dans la sitcom Les Parker. Elle obtient également un rôle secondaire dans le film The Fighting Temptations aux côtés de Cuba Gooding Jr. et Beyoncé. Cependant les scènes dans lesquelles elle apparaît ne sont pas incluses dans le montage final, et Leakes n'est pas créditée pour son travail. Après ces tentatives infructueuses à une carrière d'actrice, elle décide de se concentrer sur son rôle de femme au foyer.
Leakes rencontre des producteurs de télévision en 2008 qui lui proposent de tourner un épisode pilote pour une émission de télé-réalité intitulée Ladies of Atlanta, qui montrerait la vie d'un groupe de femmes vivant des vies de luxes dans des banlieues huppées d'Atlanta. L'émission est finalement rebaptisée The Real Housewives of Atlanta, rejoignant la franchise The Real Housewives de la chaîne de télévision américaine Bravo. La première saison est diffusée en 2008. Le succès est immédiat et Leakes devient rapidement l'une des stars du programme, adulée pour ses slogans et sa personnalité extravagante. Ce succès la convainc notamment d'écrire son autobiographie Never Make the Same Mistake Twice: Lessons on Love and Life Learned the Hard Way, co-écrite avec Denene Millner et publiée le 11 août 2009,. Leakes fait partie du casting principal pendant les sept premières saisons de l'émission. En juin 2015, elle annonce qu'elle ne serait pas de retour pour la huitième saison, mais elle apparaît en tant qu'invitée pendant plusieurs épisodes, gagnant le même salaire que précédemment. Leakes reviens finalement lors de la dixième jusqu'à la saison douze.
Leakes profite de sa notoriété pour développer une carrière d'actrice à la télévision. Elle apparaît dans la série musicale à succès Glee, jouant le rôle secondaire du coach Roz Washington durant 13 épisodes de 2012 à 2015. Ryan Murphy, créateur de Glee, lui propose un rôle dans sa nouvelle sitcom The New Normal. La série est diffusée en 2012, mais est annulée après les audiences faibles de la première saison.
Elle fait également de nombreuses apparitions remarquées dans diverses émissions télévisées, cultivant son image de personnalité publique. Elle concourt notamment dans la onzième saison de l'émission phare The Celebrity Apprentice, où les participants sont jugés par Donald Trump et tentent de gagner un maximum d'argent pour une association caritative de leur choix. Après une dispute avec sa coéquipière Star Jones, Leakes quitte l'émission, devenant la première participante ayant l'audace de le faire. Sa sortie est très médiatisée,. Elle participe en 2014 à la dix-huitième saison de Dancing With The Stars aux États-Unis et finit à la septième place. Elle est présentatrice invitée dans les talk-shows Anderson Live aux côtés d'Anderson Cooper, The Real et The Talk. Elle apparaît dans plusieurs jeux télévisés tels que The Price Is Right, le reboot de l'émission de 1950 To Tell The Truth et l'édition spéciale célébrités de Masterchef où elle concourt avec son mari Gregg Leakes contre le couple d'acteurs Trai Byers et Grace Gealey de la série Empire.
Outre sa carrière à la télévision, Leakes a fait plusieurs apparitions à Broadway. Elle fait ses débuts le 25 novembre 2014 dans la production de Cinderella au Broadway Theatre et joue le rôle de Madame jusqu'à la fin du cycle de production le 3 janvier 2015. En novembre 2015, elle joue Mama Morton dans la comédie musicale Chicago à l'Ambassador Theatre.
Après quelques apparitions en tant qu'invitée, Leakes devient co-présentatrice de l'émission Fashion Police sur la chaîne de télévision E! lors de ses deux dernières saisons en 2016 et 2017.
NeNa a sorti une chanson, intitulée « Come and Get This Hunni », en avril 2020. 
En janvier 2024, NeNe a été annoncé comme co-animateur de la réunion de Baddies East sur Zeus Network par Natalie Nunn, membre de la distribution.  En mars 2024, NeNe a jouer dans Hunting Housewives, aux côtés de Denise Richards, Melyssa Ford et Kym Johnson-Herjavec sur Lifetime.

## Autres projets

### Production
En 2013, Leakes crée sa propre société de production télévisuelle NeNe Leakes Entertainement. Avec Endemol, la société co-produit le spin-off des Real Housewives of Atlanta documentant la préparation et la cérémonie du second mariage de Nene et Gregg Leakes, intitulé I Dream of NeNe: The Wedding. L'émission fait sa première le 17 septembre 2013 sur la chaîne de télévision Bravo.

### Mode
Leakes annonce en février 2014 le lancement d'une ligne de vêtements plus tard dans l'année. Le 28 juillet 2014, elle lance officiellement la NeNe Leakes Collection en partenariat avec la chaîne de télé-achat Home Shopping Network. La collection se vend très bien et se trouve très rapidement en rupture de stock. Elle fait une autre apparition sur la chaîne en octobre 2014 pour lancer sa ligne d'automne.
Leakes a également créé sa propre marque Swagg Boutique LLC. Le 25 novembre 2016, elle ouvre sa propre boutique de vêtements Swagg Boutique à Atlanta en partenariat avec Teresa Caldwell, la mère du rappeur américain Bow Wow. Le commerce, apparaissant souvent dans The Real Housewives of Atlanta, connaît un grand succès et décide l'entrepreneuse à ouvrir une deuxième boutique à Miami en juin 2018 appelée Swaggalicious. En mars 2019, elle annonce le projet d'ouvrir une troisième boutique dans le casino MGM National Harbor à Oxon Hill dans l'état du Maryland. En août 2020 sa boutique à Atlanta a fermé.

### Comédie
En mars 2016, Leakes annonce qu'elle fera la tournée des Etats Unis dans le cadre de son one-woman-show de stand-up intitulé So Nasty, So Rude, un clin d'oeil à l'un de ses slogans. La tournée commence en avril et de nombreux spectacles sont affichés complets.
En janvier 2019, elle annonce qu'elle sera l'hôtesse du spectacle féminin de stand-up Ladies Night Out (aussi appelé Girls Nite Out), en compagnie d'autres humoristes telles que Loni Love, Sherri Sheperd et Adele Givens. La troupe réalise une tournée des Etats Unis, inaugurant le spectacle le 3 mars 2019 à Newark dans le New Jersey,.

### Philanthropie
Elle-même victime dans une ancienne relation, Leakes est une porte-parole pour la sensibilisation contre la violence conjugale. Lors de sa participation à la onzième saison de Celebrity Apprentice, elle concourt pour l'association caritative Atlanta Mission: My Sister's House, un foyer d'accueil pour les femmes et enfants sans abris à Atlanta,.

## Vie privée
NeNe Leakes réside actuellement à Duluth en Géorgie, dans la périphérie d'Atlanta.
Elle se sépare de son mari Gregg Leakes en 2010, et demande le divorce le 29 avril 2010 . Le divorce est prononcé le 29 septembre 2011, après le tournage de la saison 4 des Real Housewives of Atlanta. NeNe et Gregg Leakes reprennent leur relation et annoncent officiellement leur fiançailles en janvier 2013,. Ils se remarient le 22 juin 2013 à l'InterContinental Buckhead Hotel d'Atlanta. La planification et la cérémonie du mariage sont documentées et diffusées en 2013 dans son propre spin-off sur Bravo intitulé I Dream of NeNe: The Wedding.
Le 16 avril 2022, NeNe Leakes a intenté une action en justice contre NBCUniversal, Bravo, les sociétés de production True Entertainment et Truly Original, et le producteur de Real Housewives Andy Cohen pour violation des lois fédérales sur l’emploi et la lutte contre la discrimination. Elle a rejeté l’action et les demandes le 19 août 2022.

## Filmographie

### Clips vidéos
- 2015 : If I Don't Have You de Tamar Braxton : Madame NeNe

### Films
- 2003 : The Fighting Temptations de Spike Lee : une stripteaseuse (scènes coupées)
- 2018 : Uncle Drew de Charles Stones III : Elle-même

### Jeux vidéos
- 2015 : Kim Kardashian: Hollywood de Kim Kardashian : Elle-même (caméo)

### Télévision

#### Série-télévisé
- 2004 : Les Parker : rôle secondaire (1 épisode)
- 2012–2015 : Glee : Roz Washington (13 épisodes)
- 2012 : The Amandas : elle-même (1 épisode)
- 2012 : The Game : elle-même (1 épisode)
- 2012 : Let's Stay Together : elle-même (1 épisode)
- 2012-2013 : The New Normal : Rocky Rhoades
- 2015 : Real Husbands of Hollywood : elle-même (1 épisode)
- 2020 : Allô la Terre, ici Ned : elle-même (saison 1, épisode 6)
- 2021 : Dynastie : elle-même (saison 4, épisode 16)
- 2025 : La Famille Upshaw : Rolanda (saison 6, épisode 1)
- 2025 : Clean Slate : elle-même (saison 1, épisode 6)

#### Téléfilms
- 2019 : How High 2
- 2024 : Hunting Housewives : Rebel Carron-Whiteman

#### Emissions de télé-réalité
- 2008-2016, 2017-2020 : The Real Housewives of Atlanta (principal saisons 1 à 7 et 10 à 12; invitée saison 8)
- 2011 : Celebrity Apprentice (saison 11)
- 2013 : Betty White's Off Their Rockers (1 épisode)
- 2013 : The Price Is Right (1 épisode)
- 2013 : Miss USA (jury principal; 1 épisode)
- 2013 : I Dream Of NeNe: The Wedding (Rôle principal/Productrice exécutive; 7 épisodes)
- 2013–2017 : Fashion Police (Co-présentatrice)
- 2014 : The Millionaire Matchmaker (1 épisode)
- 2014 : Dancing with the Stars (saison 18)
- 2015 : The Prancing Elites Project (1 épisode)
- 2015–2016 : NBC's New Year's Eve (Co-présentatrice)
- 2016 : To Tell The Truth (Jury principal)
- 2016 : Larry King Live (1 épisode)
- 2016 : Cupcake Wars (1 épisode)
- 2016 : Celebrity Family Feud (1 épisode)
- 2016 : Lip Sync Battle (1 épisode)
- 2016 : Hollywood Médium With Tyler Henry (1 épisode)
- 2017 : MasterChef Celebrity Showdown (1 épisode)
- 2022 : College Hill: Celebrity Edition (principal)
- 2024 : Baddies East (Co-présentatrice de la réunion)
- 2024 : Baddies Carribean (Présentatrice audition)

## Voix francophones
- Géraldine Asselin dans :
  - The New Normal (série télévisée)
  - The Real Housewives of Atlanta (émission de télé-réalité)

- Michèle Buzynski dans (les séries télévisées) :
  - Glee
  - Allô la Terre, ici Ned
- Marion Dumas dans Dynastie (série télévisée)
- Vanessa Van-Geneugden dans La Famille Upshaw (série télévisée)

## Théâtre
- 2011 : Loving Him Is Killing Me : Pinky Bell
- 2014 : Zumanity : Maîtresse de la Sensualité (cabaret à Las Vegas)
- 2014–2015 : Cinderella : Madame (comédie musicale à Broadway)
- 2015 : Chicago : Matron "Mama" Morton (comédie musicale à Broadway)